# Jana Černochová
Jana Černochová (* 26. října 1973 Praha) je česká politička, od prosince 2021 ministryně obrany ČR ve vládě Petra Fialy, od června 2010 do srpna 2013 a znovu od října 2013 poslankyně Parlamentu ČR za hlavní město Prahu, v letech 2006 až 2010 a opět mezi roky 2012 až 2021 starostka městské části Praha 2, členka ODS.

## Vzdělání, profese a rodina
Narodila se do česko-polské rodiny. Její matka pocházela z polské Poznaně a do Prahy se vdala nedlouho před srpnovou invazí roku 1968.
Odmaturovala v roce 1992, poté pracovala v bankovnictví. V roce 1996 absolvovala kurz celoživotního vzdělávání v oboru bankovnictví a peněžní ekonomie na Fakultě financí a účetnictví Vysoké školy ekonomické v Praze. V roce 2009 získala titul bakaláře na Vysoké škole aplikovaného práva. Roku 2011 dokončila magisterský obor mezinárodní vztahy na Metropolitní univerzitě Praha.
Je rozvedená, bezdětná. Kolem roku 2012 byl jejím partnerem Martin Červíček.

## Politická kariéra
V roce 1997 vstoupila do Občanské demokratické strany (ODS). V roce 1998 zasedla v zastupitelstvu městské části Praha 2, kde v letech 2006–2010 poprvé působila jako starostka. Roku 2010 se stala členkou rady.
Ve volbách 2010 byla zvolena do dolní komory českého parlamentu. Poté, co byl její partner Martin Červíček v srpnu 2012 jmenován policejním prezidentem, se vzdala členství v bezpečnostním výboru sněmovny, jemuž do té doby předsedala.
Ve volbách 2013 byla opět zvolena do Poslanecké sněmovny ze třetího místa pražské kandidátky ODS.V listopadu byla zvolena 1. místopředsedkyní poslaneckého klubu ODS.
V komunálních volbách v roce 2014 obhájila post zastupitelky Městské části Praha 2, když vedla tamní kandidátku ODS. Strana volby v městské části vyhrála (tj. 25,28 % hlasů a 11 mandátů) a dne 7. listopadu 2014 byla Jana Černochová zvolena starostkou pro další funkční období.
Ve volbách do Poslanecké sněmovny PČR v roce 2017 byla lídryní ODS v Praze. Získala 12 426 preferenčních hlasů a obhájila tak mandát poslankyně. V rámci poslaneckého klubu ODS obhájila post 1. místopředsedkyně.
V komunálních volbách v roce 2018 opět obhájila post zastupitelky městské části Praha 2, když znovu vedla tamní kandidátku ODS. V listopadu 2018 byla již počtvrté zvolena starostkou městské části Praha 2. V prosinci 2021 na post starostky městské části rezignovala, jelikož se stala ministryní obrany a zůstala členkou rady pro školství. Její nástupkyní se stala Alexandra Udženija.
Ve volbách do Poslanecké sněmovny PČR v roce 2021 kandidovala Černochová z pozice členky ODS na 2. místě kandidátky koalice SPOLU (tj. ODS, KDU-ČSL a TOP 09) v Praze. Získala přes 35 500 preferenčních hlasů a byla znovu zvolena poslankyní.
V listopadu 2021 se stala kandidátkou ODS na post ministryně obrany ve vznikající vládě Petra Fialy složené z koalic SPOLU a Piráti a Starostové. V polovině prosince 2021 ji do této funkce prezident Miloš Zeman jmenoval na zámku v Lánech.
V komunálních volbách v roce 2022 kandidovala do zastupitelstva Prahy 2 z 2. místa kandidátky subjektu „ODS a TOP 09 – SPOLEČNĚ PRO Prahu 2“. Mandát zastupitelky městské části se jí podařilo obhájit. Dne 17. října 2022 byla zvolena radní městské části.
Ve volbách do Poslanecké sněmovny PČR v roce 2025 je z pozice členky ODS lídryní koalice SPOLU (tj. ODS, KDU-ČSL a TOP 09) v Praze.

### Ministryně obrany
Jako ministryně obrany chce navýšit vojenský rozpočet ze současných 85 miliard (v roce 2021) na 140 miliard korun (do roku 2025), aby Česko splnilo závazek, který učinilo v NATO.
Po ruské invazi na Ukrajinu podpořila dodávky českých zbraní ukrajinské armádě. Odsoudila ruskou anexi jihovýchodní Ukrajiny dne 30. září 2022 se slovy, že „v živáku vidíme, že co Rusák chce, to si ukradne. Nic jiného neumí. Zmanipulované hlasování před hlavněmi samopalů není žádné referendum. Anexe je sprostá krádež a nesmíme to tolerovat.“ V dubnu 2023 ujistila, že pokud by Rusko na Ukrajině použilo taktické jaderné zbraně, tak by tím Česko žádným způsobem nebylo ohroženo. V květnu 2023 vyjádřila naději, že ukrajinská protiofenzíva proti ruským silám na Ruskem anektovaném jihovýchodě Ukrajiny bude úspěšná a české zbraně pomohou ukrajinské armádě při osvobození okupovaného území.
V červenci 2022 se Černochová zúčastnila setkání izraelského prezidenta Jicchaka Herzoga s českým prezidentem Milošem Zemanem. Izrael označila za strategického partnera v oblasti Blízkého východu a podpořila další spolupráci s Izraelem v oblasti obranného průmyslu.
V lednu 2023 se setkala s tureckým ministrem obrany Hulusi Akarem. Ocenila při té příležitosti roli Turecka v NATO a tureckou vojenskou pomoc Ukrajině, například dodávky dronů Bayraktar TB2.
V květnu 2023 měl náčelník generálního štábu Armády České republiky Karel Řehka údajně požádat kvůli neshodám s Černochovou o uvolnění z funkce, o čemž měl jednat s premiérem Petrem Fialou. Situace se následně vyjasnila po vzájemné schůze obou zúčastněných právě s Fialou. Černochová následně v rozhovoru pro Radiožurnál uvedla, že měla podezření na korupci v armádě a dočasně proto převzala personální agendu.

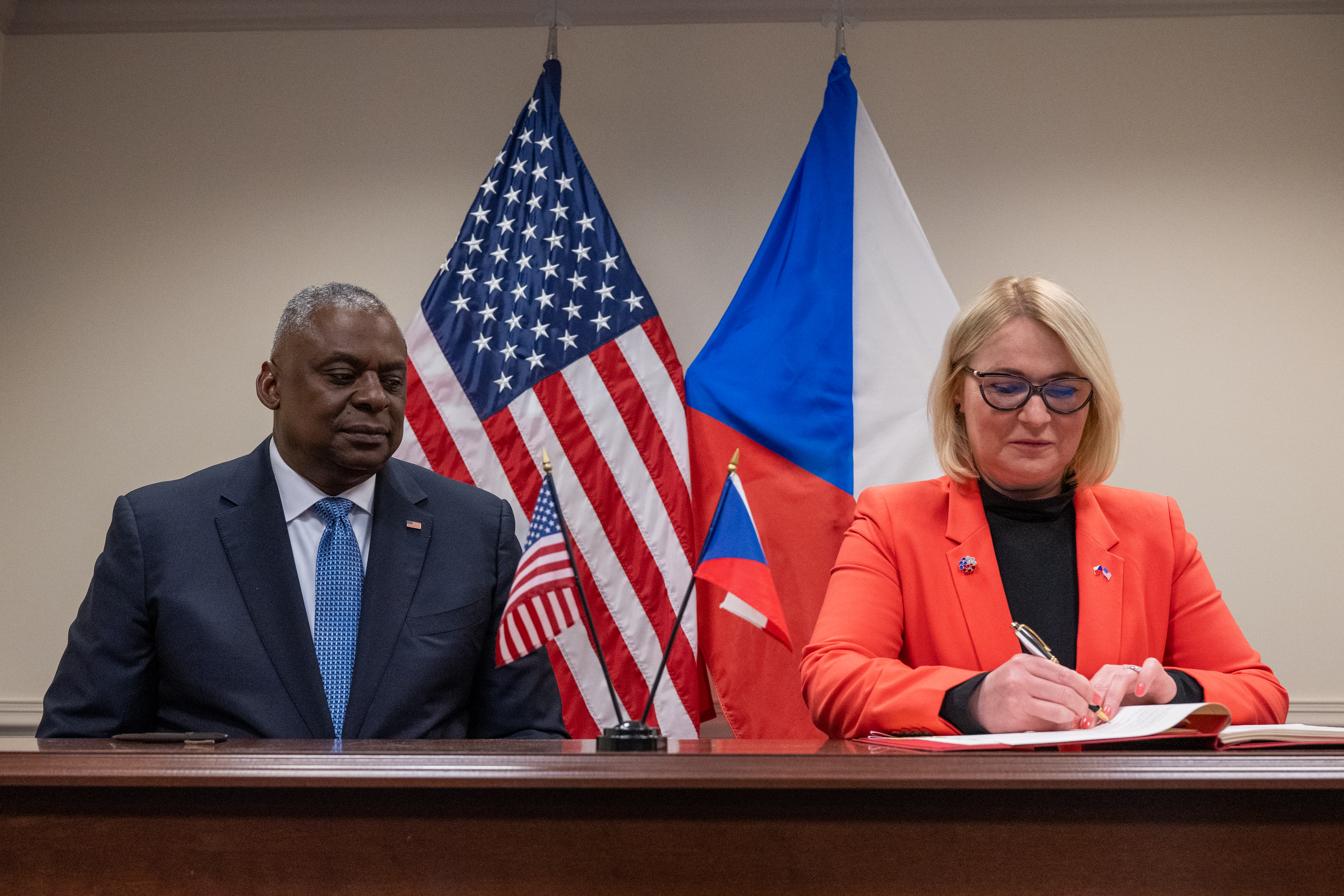
Černochová podepsala dne 23. května 2023 s americkým ministrem obrany Lloydem Austinem v Pentagonu „Dohodu o spolupráci v oblasti obrany“

V květnu 2023 rovněž podepsala bilaterální obrannou smlouvu se Spojenými státy.
V září 2023 prosadila nákup 24 amerických stíhaček Lockheed Martin F-35 Lightning II za 150 miliard korun. Černochová odmítla argument, že Izrael plánuje nakoupit stíhačky F-35 od Spojených států za poloviční cenu, a upozornila, že „USA a Izrael mají specifickou vazbu, která zahrnuje jak zvláštní bezpečnostní záruky, tak masivní finanční podporu (až 3,8 mld. USD ročně) a vojenské dodávky za podmínek, které nejsou v celé šíři známé.“ Podle odhadů českého ministerstva obrany budou celkové náklady na pořízení a provoz letounů F-35 do konce jejich životnosti v roce 2069 dosahovat výše 322 miliard korun.
Podle nové obranné strategie, kterou dne 1. září 2023 Černochová představila poslancům branného výboru, by se měly česká společnost a česká ekonomika připravit na možnost dlouhé třetí světové války především s Ruskem, na přesuny velkého množství spojeneckých vojsk přes naše území a na riziko jaderného konfliktu.
Černochová kritizovala ukrajinského prezidenta Volodymyra Zelenského za jeho výroky na Valném shromáždění OSN v New Yorku dne 20. září 2023, ve kterých obvinil Polsko z nedostatku solidarity k Ukrajině a dokonce z napomáhání Rusku.
Dne 15. října 2023, týden po útoku Hamásu na jižní Izrael, přišla Černochová s izraelskou vlajkou podpořit Izrael na Václavské náměstí, kde se konala demonstrace na podporu Státu Palestina. Dne 28. října 2023, poté co většina členských států Organizace spojených národů (OSN) s ohledem na rostoucí počet civilních obětí v Pásmu Gazy hlasovala pro rezoluci vyzývající k humanitárnímu příměří ve válce mezi Izraelem a Hamásem, Černochová vyzvala k vystoupení České republiky z OSN. Podle Černochové nemá Česko „v organizaci, která fandí teroristům a nerespektuje základní právo na sebeobranu, co pohledávat.“ 

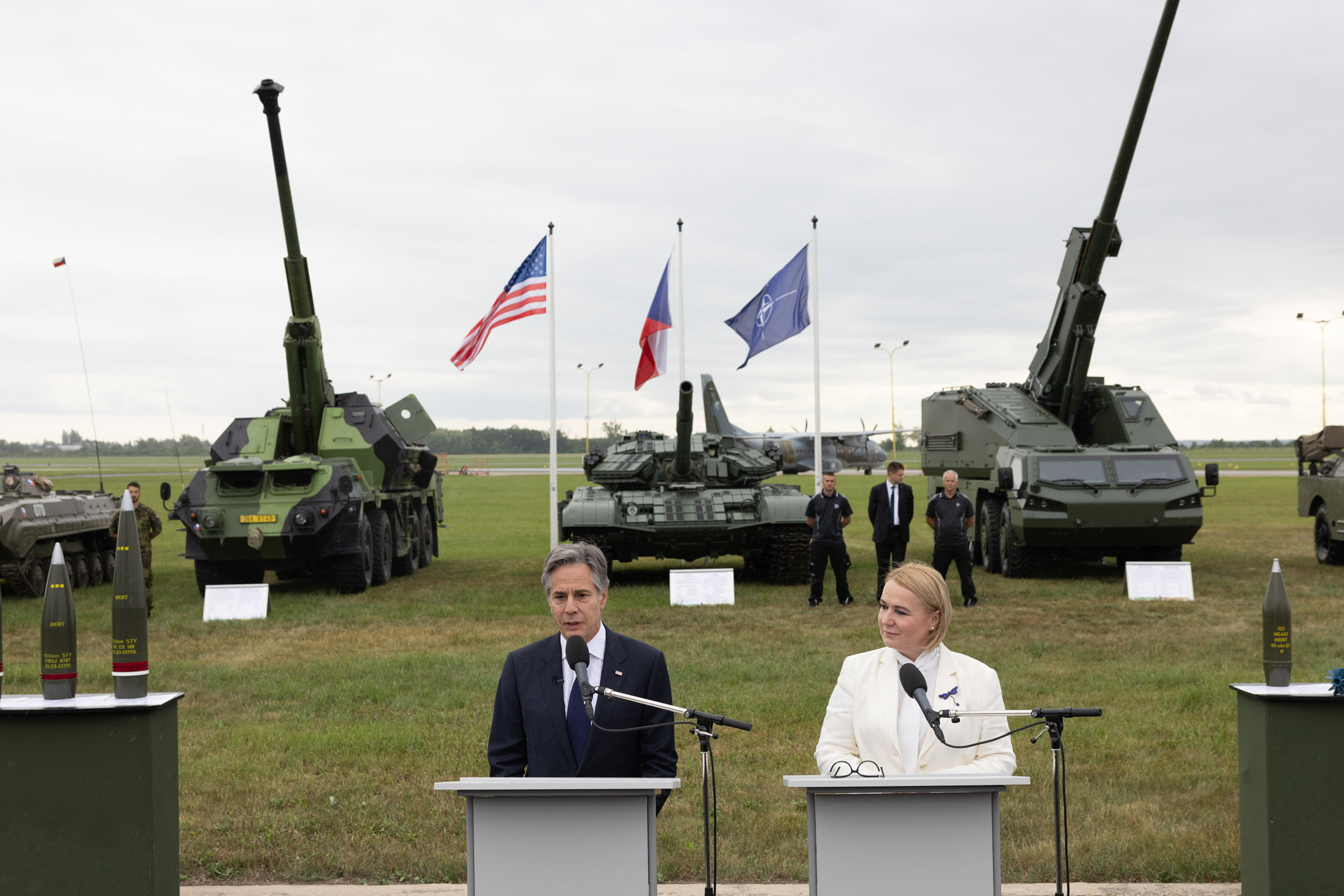
Černochová a americký ministr zahraničí Antony Blinken v Praze, 30. května 2024

V roce 2024 ministerstvo obrany pod jejím vedením plánovalo uzavřít smlouvu o obranné spolupráci se Saúdskou Arábií. V říjnu 2024 podepsala dohodu o vojenské spolupráci mezi Českou republikou a Marokem.
V listopadu 2024 kritizovala zatykač na izraelského premiéra Benjamina Netanjahua a bývalého izraelského ministra obrany Joava Galanta, který vydal Mezinárodní trestní soud v Haagu pro údajné válečné zločiny během války v Pásmu Gazy. Černochová uvedla, že „Zločiny, ze kterých ICC viní izraelského premiéra a bývalého ministra obrany, by měly být podloženy důkazy.“
Dne 22. června 2025 podpořila americké útoky na íránská jaderná zařízení, které se odehrály jako součást izraelsko-íránské války.

## Politické postoje
Po teroristických útocích v Paříži v listopadu 2015 vyzvala k přehodnocení migrační politiky Evropské unie a varovala před hrozbou radikálního islámu. Vystoupila na demonstraci Islám v České republice nechceme. Podle Černochové by se měla „nastavit taková pravidla, která nedovolí, aby se svoboda našeho projevu, vyznání, kultury a židovsko-křesťanské civilizace upozaďovala na úkor jiných nenáboženských aspektů Islámu (šaríja, džihád) hraničících s ideologií, které nemají s náboženským vyznáním pranic společného!“
Odmítla stažení českých vojáků z války v Afghánistánu. Zvýšila by výdaje na obranu. Po vraždě saúdského novináře Džamála Chášukdžího na saúdském konzulátu v Istanbulu vyzvala k zavedení zbrojního embarga na Saúdskou Arábii, kam Česko jen v roce 2014 vyvezlo vojenský materiál v hodnotě 70,1 miliónu eur.
V říjnu roku 2019 kritizovala tureckou invazi do Sýrie, která byla namířena proti Kurdům na území Rojavy na severu Sýrie, a vyjádřila obavy, že pokud NATO, jehož je Turecko členem, „rezignuje na dodržování vlastních principů, oslabí se jeho vliv.“ V březnu 2020 odsoudila na půdě Poslanecké sněmovny režim tureckého prezidenta Erdoğana a prohlásila, že „Turecko zcela otevřeně doprovází migranty na hranice s Řeckem a tím destabilizuje a ohrožuje celou Evropskou unii.“
V září 2020 dostala varování od BIS, že je jako předsedkyně výboru pro obranu v Poslanecké sněmovně na seznamu několika stovek Čechů, které monitoruje čínská firma Zhenhua Data Technology, která je úzce napojená na Čínskou lidovou armádu a čínské tajné služby. Černochová na zjištění reagovala slovy, že „Je evidentní, že zpravodajská činnost Číny ve světě je velmi aktivní a čínský režim k ní nevyužívá pouze standardní zpravodajské služby, ale i čínské firmy“.
Podporuje Izrael a jeho politiku. Odsoudila výroky ministra kultury Lubomíra Zaorálka, který na adresu Izraele prohlásil, že se nesmí mlčet, když se nerespektují základní mezinárodní pravidla a silou se obsazuje cizí území, a přirovnal plány Izraele na anexi židovských osad na okupovaném Západním břehu Jordánu a osud Palestinců k osudu bývalého Československa ve 20. století. Vyjádřila podporu Izraeli během izraelsko-palestinských střetů v květnu 2021. Kritizovala rozhodnutí francouzské vlády nepřipustit izraelské firmy na zbrojní veletrh v Paříži v červnu 2024.

## Kritika
Podle média Kverulant.org Černochová nakoupila drahé kulomety bez výběrového řízení. Když ji někteří novináři za použití sexistických narážek kritizovali za trestání olympijského vítěze Davida Svobody, který přímo neodsoudil ruskou invazi na Ukrajinu, nazvala Černochová dotčené novináře "šovinistickými prasátky". 

### Výzva k vystoupení České republiky z OSN
Koncem října 2023 vyzvala k vystoupení České republiky z Organizace spojených národů, přičemž jako důvod uvedla rezoluci OSN, v níž Valné shromáždění OSN velkou většinou vyzvalo ke zlepšení humanitární situace a k okamžitému klidu zbraní v Pásmu Gazy. Proti této rezoluci hlasovalo kromě Izraele jen dalších 13 z 193 členských států včetně Česka. Její výzvu k odchodu z OSN odmítli jak zástupci opozice, tak její vládní kolegové včetně ministra zahraničních věcí Jana Lipavského a premiéra Petra Fialy.

## Ocenění
- Řád kněžny Olgy II. třídy (2022)[66]